# Suuri Tetrijärvi
Suuri Tetrijärvi är en sjö i kommunen Ilomants i landskapet Norra Karelen i Finland. Sjön ligger 147,8 meter över havet. Den är 14,6 meter djup. Arean är 1,07 kvadratkilometer och strandlinjen är 12,04 kilometer lång. Sjön  ingår i Vuoksens huvudavrinningsområde.   Den ligger omkring 67 kilometer öster om Joensuu och omkring 420 kilometer nordöst om Helsingfors. 
I sjön finns ön Lapinsaaret. Suuri Tetrijärvi ligger väster om Ravajärvi. 